# Kirburg

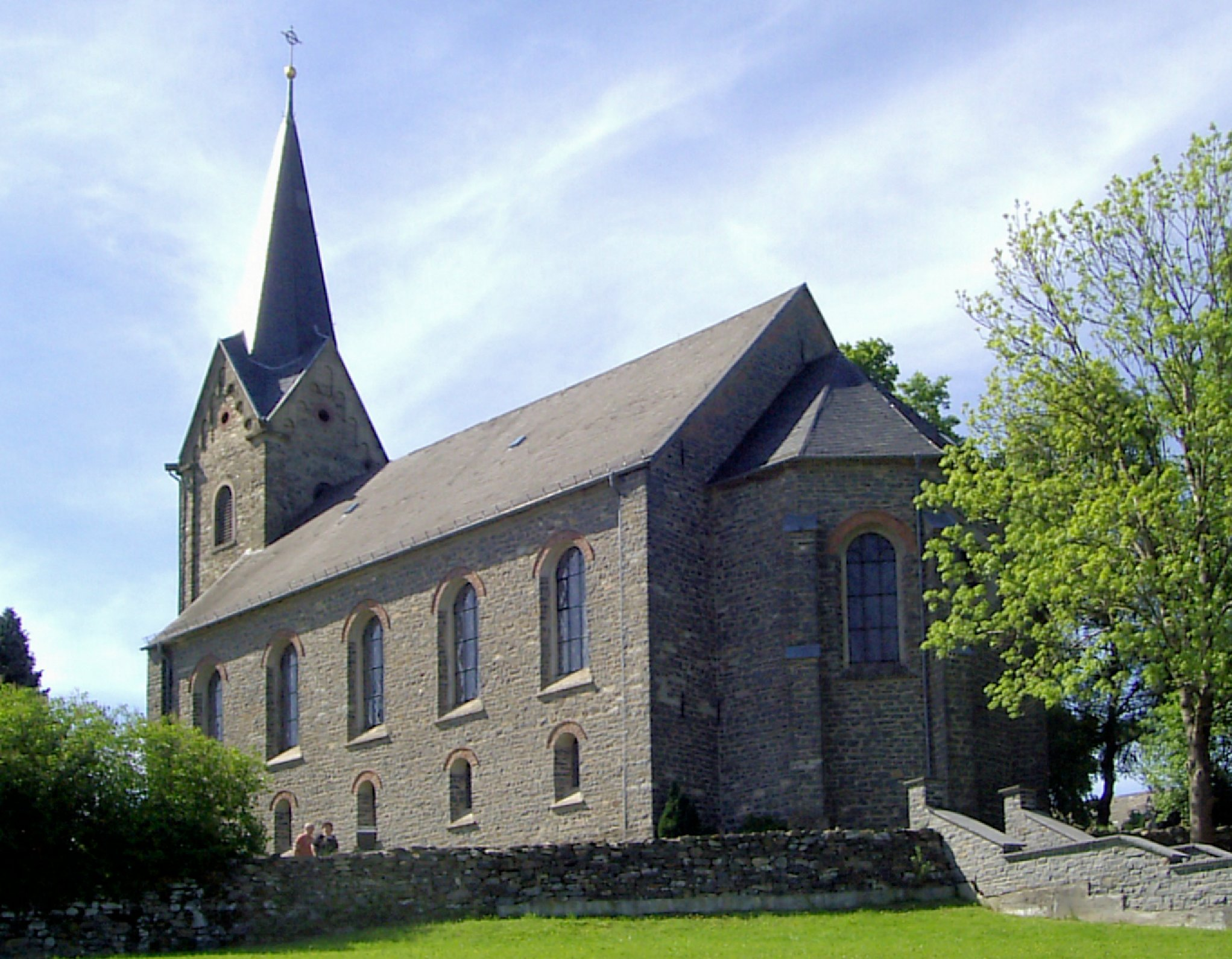
Evangelische Kirche Kirburg

Kirburg (mundartlich: Kirbursch, Kirberich) ist eine Ortsgemeinde im Westerwaldkreis in Rheinland-Pfalz. Sie gehört der Verbandsgemeinde Bad Marienberg (Westerwald) an.

## Geographische Lage
Die Gemeinde liegt im Westerwald zwischen Limburg und Siegen. Der Wäschbach, der zum Einzugsbereich der Sieg gehört, fließt durch das Ortsgebiet.

## Geschichte
1215 wurde der Ort erstmals urkundlich erwähnt. Kirburg war damals der westlichste Pfarrort der Mutterpfarrei Haiger, dessen Grenzfluss „Nigra Morla“ dem Ort Mörlen den Namen gegeben hat. Die 1866 erbaute Fachwerkkirche wich 1959 einem Steinbau.
Bevölkerungsentwicklung
Die Entwicklung der Einwohnerzahl von Kirburg, die Werte von 1871 bis 1987 beruhen auf Volkszählungen:
| Jahr | Einwohner |
| ---- | --------- |
| 1815 | 206       |
| 1835 | 194       |
| 1871 | 199       |
| 1905 | 232       |
| 1939 | 336       |
| 1950 | 396       |
| 1961 | 357       |

| Jahr | Einwohner |
| ---- | --------- |
| 1970 | 413       |
| 1987 | 455       |
| 1997 | 588       |
| 2005 | 622       |
| 2011 | 560       |
| 2017 | 599       |

## Politik

### Bürgermeister
Janosch Becker wurde im Sommer 2019 Ortsbürgermeister von Kirburg. Bei der Direktwahl am 26. Mai 2019 war er mit einem Stimmenanteil von 88,89 % für fünf Jahre gewählt worden. Er wurde im Juni 2024 wiedergewählt.
Beckers Vorgänger Hans-Alfred Graics hatte das Amt 1989 erstmals übernommen. Bei der Kommunalwahl 2014 war er nicht mehr angetreten. Seine damalige Nachfolgerin Annabelle Kehl-Beckmann musste jedoch 2016 aus familiären Gründen das Amt niederlegen. Da sich kein anderer Kandidat fand, übernahm Graics die Aufgabe nochmals bis zum Ende der Wahlperiode 2019.

## Kultur und Sehenswürdigkeiten
- Liste der Kulturdenkmäler in Kirburg
- Liste der Naturdenkmale in Kirburg

## Verkehr
Direkt durch den Ort verläuft die B 414, die von Driedorf-Hohenroth nach Hachenburg führt. Die nächste Autobahnanschlussstelle ist Haiger/Burbach an der A 45 Dortmund–Hanau, etwa 25 Kilometer entfernt. Der nächstgelegene ICE-Halt ist der Bahnhof Montabaur an der Schnellfahrstrecke Köln–Rhein/Main, etwa 40 Kilometer entfernt.